# Nereis ockenii
Nereis ockenii är en ringmaskart som beskrevs av Delle Chiaje 1828. Nereis ockenii ingår i släktet Nereis och familjen Nereididae. Inga underarter finns listade i Catalogue of Life.